# Пейн де Бошан
Пейн де Бошан (англ. Payn de Beauchamp; умер до 1155) — английский землевладелец, феодальный барон Бедфорд.

## Происхождение
Пейн происходил из рода Бошанов из Бедфордшира. Вероятно, что их родовое прозвание, Бошан (от фр. beau champ — «красивое поле»), произошло от названия владений предков в Нормандии. В латинских источниках представители Бошанов указывались с родовым прозванием «Белло-кампо» (de Bello campo) от латинского названия фамилии (лат. campus bellus). Джон Гораций Раунд предполагал, что Бошаны происходили из Кальвадоса.
Основателем рода был Гуго де Бошан, который перебрался в Англию после нормандского завоевания, где женился на Матильде, которая, вероятно, была дочерью и наследницей Ральфа де Тельебуа, кастеляна Бедфордского замка и шерифа Бедфордшира, и Азелины, владевшей поместьями в Бедфордшире и Кембриджшире по собственному праву. Благодаря этому браку Гуго к 1086 году унаследовал обширные владения, которые упоминаются в «Книге Страшного суда». Основные земли располагались в Бедфордшире, где у Гуго было 40 поместий, в которых он был главным арендатором и 19, где он был субарендатором. Также в его собственности находились некоторые поместья, располагавшиеся в Бакингемшире и Хартфордшире. Благодаря владению поместьями в Бедфордшире Гуго стал феодальным бароном Бедфорда. Размер владений Гуго в Бедфордшире составлял около 160 гайд и он уже к 1086 году стал крупнейшим землевладельцем в графстве. Размер баронии составлял 45 рыцарских фьефов. Также под управлением Гуго оказался англосаксонский замок в Бедфорде, на месте которого позже была построена нормандская цитадель. Вероятно, что замок был ему пожалован Вильгельмом II Рыжим. Кроме того, Гуго де Бошан унаследовал должность шерифа.
В браке с Матильдой у Гуго известно двое сыновей: Симон I, ставший наследником отцовских владений, и Роберт. О Роберте известно мало. Возможно что он является одним лицом с Робертом де Бошаном, виконтом Аркским, который засвидетельствовал 2 хартии, выданные в 1111/1118 году в Руане и в 1103/1106 в Бедфорде. От брака с неизвестной у Роберта родилось минимум двое сыновей: Миль и Пейн. Возможно, что также у Роберта были 2 дочери, Елена и Беатрис (жена шотландского барона Гуго де Морвиля).

## Биография
О биографии Пейна известно мало. Вероятно, что он был тем братом Миля де Бошана, который помогал ему в 1137—1138 годах удерживать Бедфордский замок, осаждённый армией короля Стефана Блуаского. Он засвидетельствовал хартию, датированную в 1138/1141 году, данную аббатству Шрусбери, причём там он назван братом Миля. Сам Миль, умерший между 1141 и 1153 годами, судя по всему, не оставил наследников, поэтому его владения и претензии на кастелянство Бедфордским замком унаследовал Пейн. 
Около 1144 года Пейн женился на Рохезе де Вер, вдове Жоффруа де Мандевиля, 1-го графа Эссекса. Благодаря этому браку возник союз, в результате которого Бошаны поддерживали Мандевилей.
Пейн был щедрым благодетелем церкви святого Павла в Бедфорде и монастыря в Чиксандсе, основанного женой.
Пейн умер около 1155 года или немного раньше, оставив наследником несовершеннолетнего сына Симона II.

## Брак и дети
Жена: около 1144 Рохеза де Вер (около 1105/1110 — после 1166), дочь Обри II де Вера, камергера Англии, и Аделизы де Клер, вдова Жоффруа де Мандевиля, 1-го графа Эссекса. Дети:
- Симон II де Бошан (умер в 1207), феодальный барон Бедфорд с около 1155[3][12].